# Нормально замкнутые контакты
Нормально замкнутые контакты (англ. N.C., Normally Closed) — термин, характеризующий состояние основных и дополнительных контактов реле, кнопок и других переключающих электрических устройств, которые имеют два несимметричных состояния. Одно состояние — рабочее, другое — нерабочее. Например, для кнопки рабочее состояние — нажатое, а нерабочее — ненажатое; для контактов реле нерабочее состояние — при обесточенной обмотке, а рабочее — при поданном на обмотку токе.

## В технике
Нормально замкнутые контакты — такая конструкция устройства, которая в нерабочем состоянии имеет замкнутые контакты. 
Такое использование, например по соображениям безопасности, у кнопки, выключающей оборудование (стоповой): используется кнопка с нормально замкнутыми контактами, которая в ненажатом состоянии обеспечивает подачу электрического тока через замкнутые контакты. При нажатии на стоповую кнопку ток кратковременно прерывается, что подаёт команду на выключение устройства; то же самое происходит и при обрыве подключающих кнопку проводов. Использование для выключения оборудования кнопки с нормально разомкнутыми контактами ненадёжно, так как при обрыве подключающих проводов невозможно задействовать электрическую цепь и гарантированно отключить включённое оборудование.

## В программировании
Нормально замкнутый контакт используется также как метафора языка программирования релейно-контактной логики для программируемых логических контроллеров. В этом случае каждому контакту назначается логическая переменная, эквивалентная активному или пассивному состоянию, при значении этой переменной {\displaystyle false} (пассивное состояние) контакты считаются замкнутыми, а при значении переменной {\displaystyle true} (активное состояние) контакты разомкнуты. Изображение нормально замкнутых контактов в программе: 